# Стюарт, Алан (художник)
Алан Стюарт (англ. Allan Stewart; февраля 1865, Эдинбург — 29 января 1951, Далри) — шотландский художник-баталист. Также писал портреты и пейзажи.

## Биография
Уроженец Эдинбурга. Отец — почтмейстер в Лите. Стюарт изучал живопись в учебных заведениях Королевской шотландской академии, где был удостоен нескольких премий, а затем, для продолжения образования, совершил поездки в Испанию и во Францию.
Основной темой работ Стюарта быстро стала батальная живопись на современный ему сюжет. Пожалуй, самыми известными его работами являются картины  «Последний бой майора Аллана Уилсона у Шангани» (англ.) и «Атака полка шотландских горцев Гордона на Даргайские высоты (Dargai) в ходе Тирахской кампании». Стюарт не был блистательным рисовальщиком, однако старался по возможности правдиво изображать славные страницы колониальных завоеваний британской армии. Для большей достоверности, при работе над картинами Стюарт общался с ветеранами тех битв, которые планировал изобразить, получал от них советы, а иногда и образцы военной формы, чтобы изобразить их точнее. Свои работы Стюарт выставлял, в частности, в Глазго и Ливерпуле.
Помимо масляной живописи, Стюарт активно работал, как иллюстратор книг о путешествиях и дальних странах, в том числе работ о британском Цейлоне и британском Северном Борнео, а также книг по истории. Кроме того, Стюарт несколько лет работал в лондонском иллюстрированном журнале «Illustrated London News». Когда началась Вторая англо-бурская война, он сам отправился в Южную Африку в качестве художника-корреспондента. Позднее он сопровождал короля Эдуарда VII в его путешествиях, а во время Первой мировой войны служил капитаном в Корпусе королевских инженеров.
В этот период пользовались определённым успехом и тиражировались на почтовых открытках рисунки Стюарта, посвящённые изображению подвигов британских солдат  и офицеров на фронте, за которые они были награждены высшей британской наградой за доблесть — крестом Виктории. Этой серией Стюарт, фактически, продолжил традицию изображения таких подвигов, когда-то заложенную художником Луи Уильямом Дезанжем (1822—1887). 
Стюарт много лет жил и работал в Кенли, графство Суррей, а примерно в 1925 году переехал в Шотландию, в городок Далри (современный округ Дамфрис-энд-Галловей), где провёл старость. Алан Стюарт умер 29 января 1951 года в возрасте 85 лет, оставив вдову и троих взрослых детей. Он был похоронен на кладбище городка Далри.

## Галерея

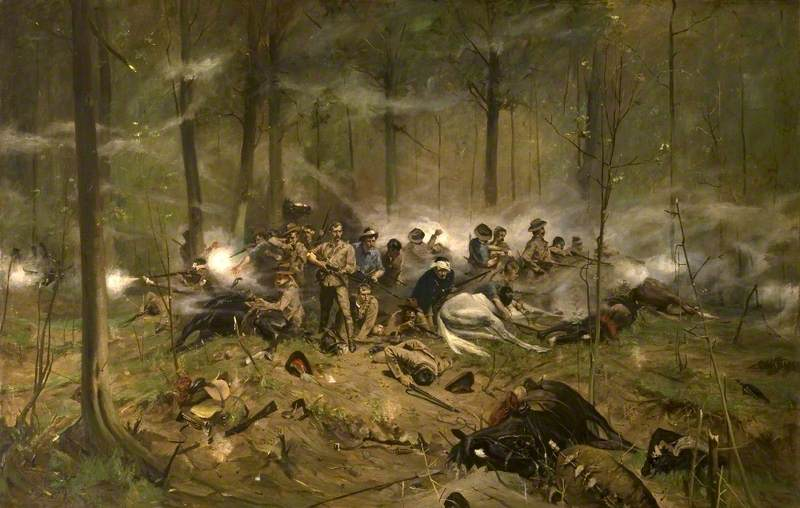
Шанганский патруль (бой при Шангани; англ.)
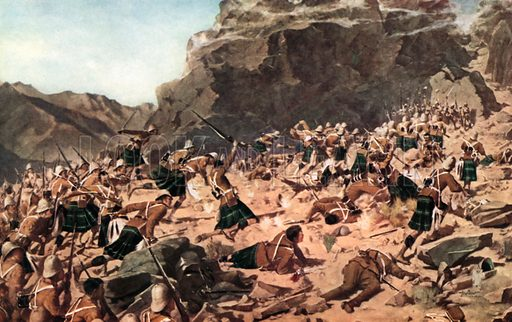
Атака полка шотландских горцев Гордона на Даргайские высоты (Dargai, Британская Индия, ныне Пакистан) в ходе Тирахской кампании[4].
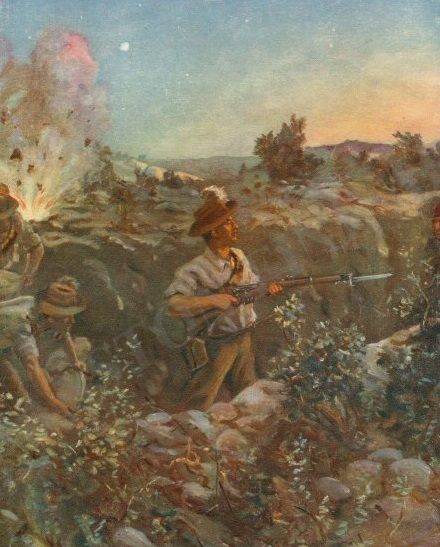
Эпизод ПМВ. Второй лейтенант Тросселл, захвативший турецкую траншею, отражает контратаку турок.
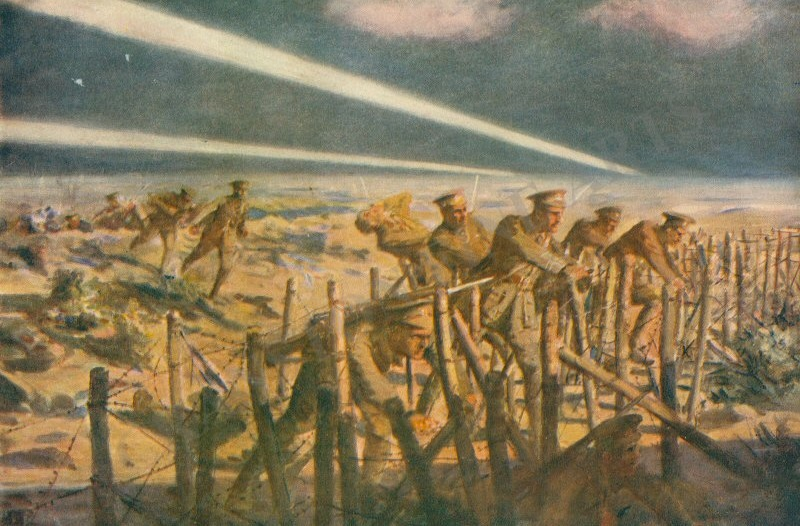
Эпизод ПМВ. Второй лейтенант Армитидж разрезает немецкие проволочные заграждения.
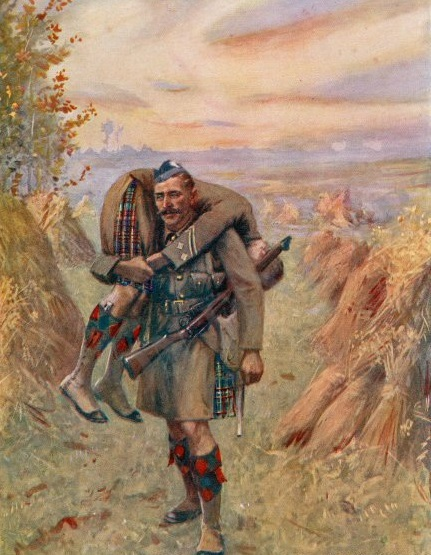
Эпизод ПМВ. Подвиг рядового Росса Толертона, за который он получил крест Виктории.
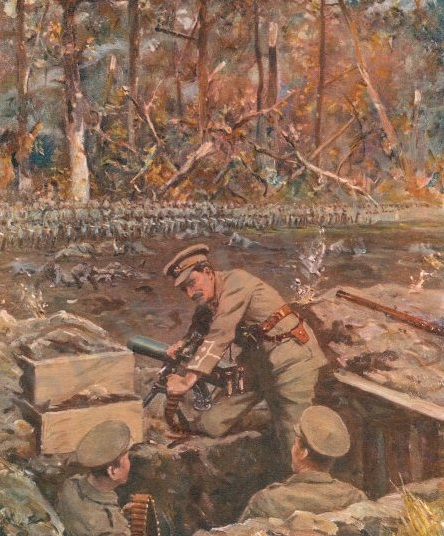
Эпизод ПМВ. Лейтенант Диммер ремонтирует пулемёт под огнём наступающих немцев.
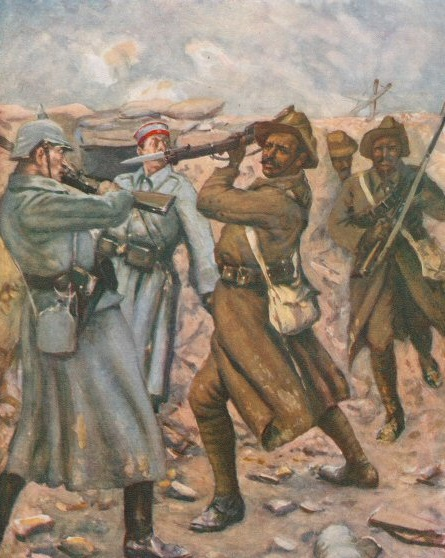
Эпизод ПМВ. Наик Дарван Сингх Неги, первый солдат из Индии (сикх), получивший крест Виктории, совершает свой подвиг.
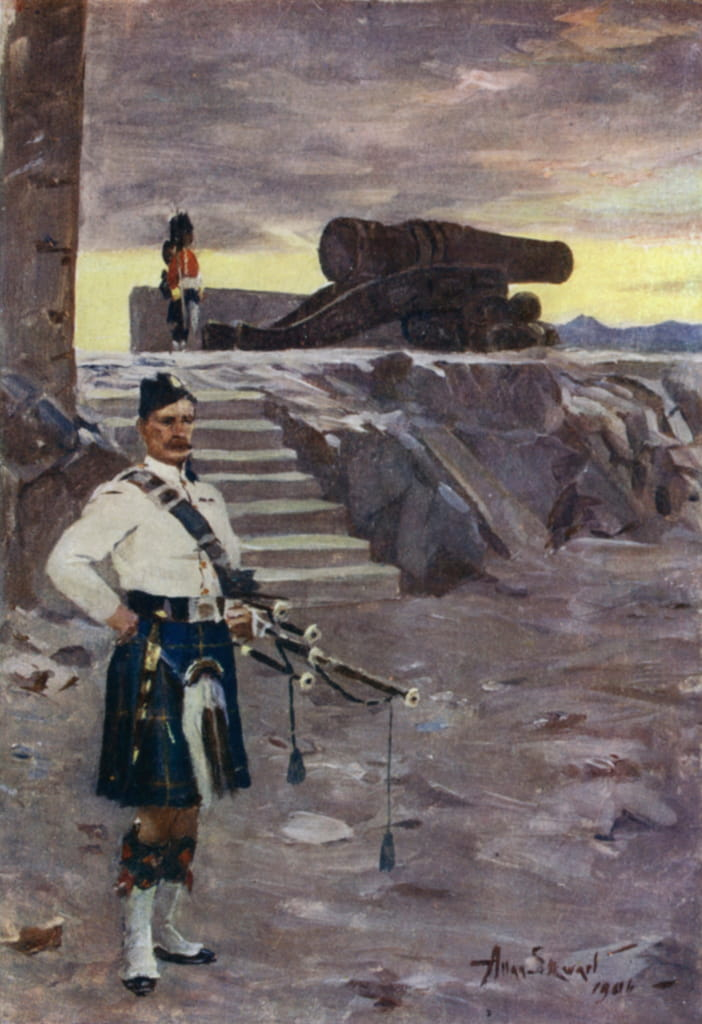
Пушка «Монс Мег». Эдинбургский замок.
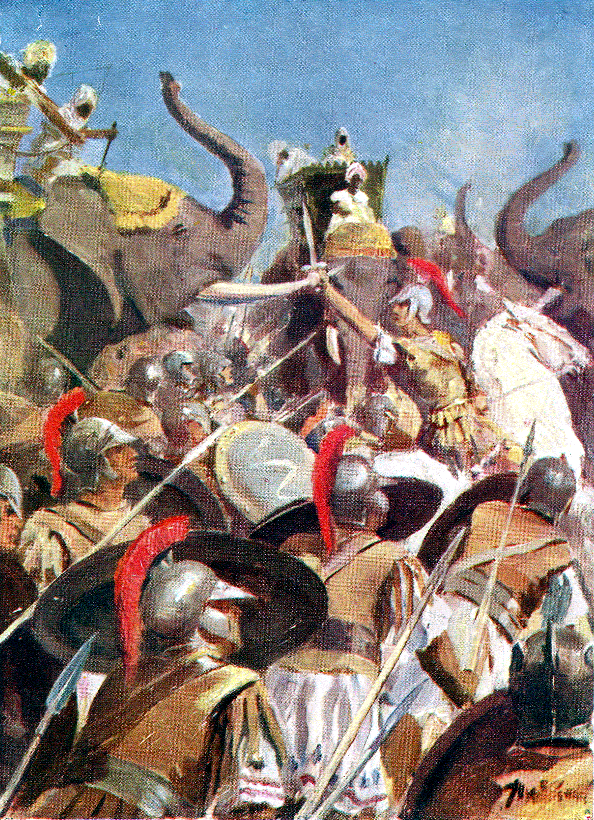
Битва Александра Македонского с царём Пором.
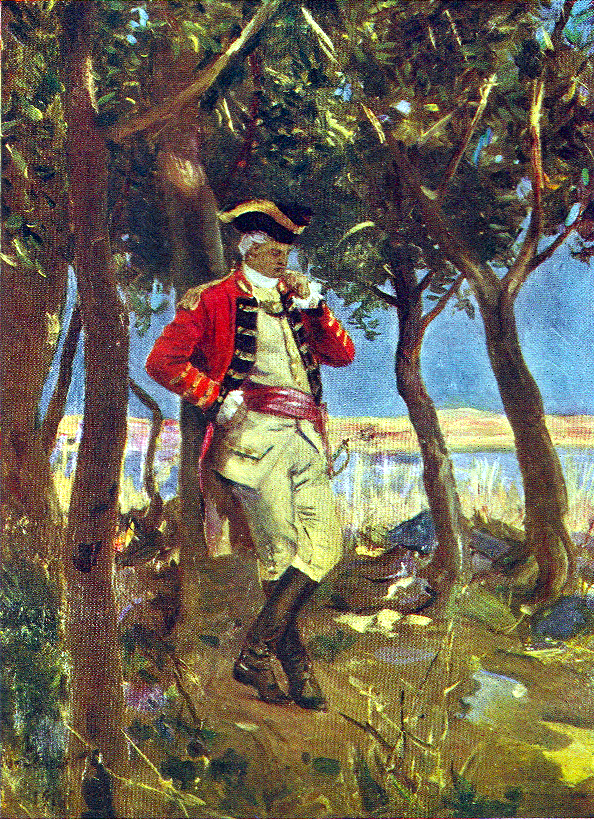
Полковник Клайв перед битвой при Плесси.
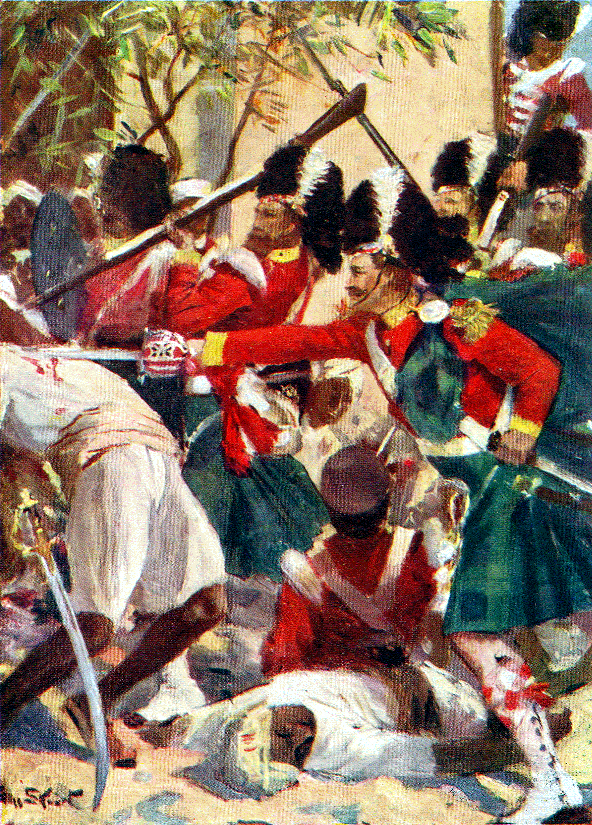
93-й полк хайлендеров во время второй битвы за Лакхнау.
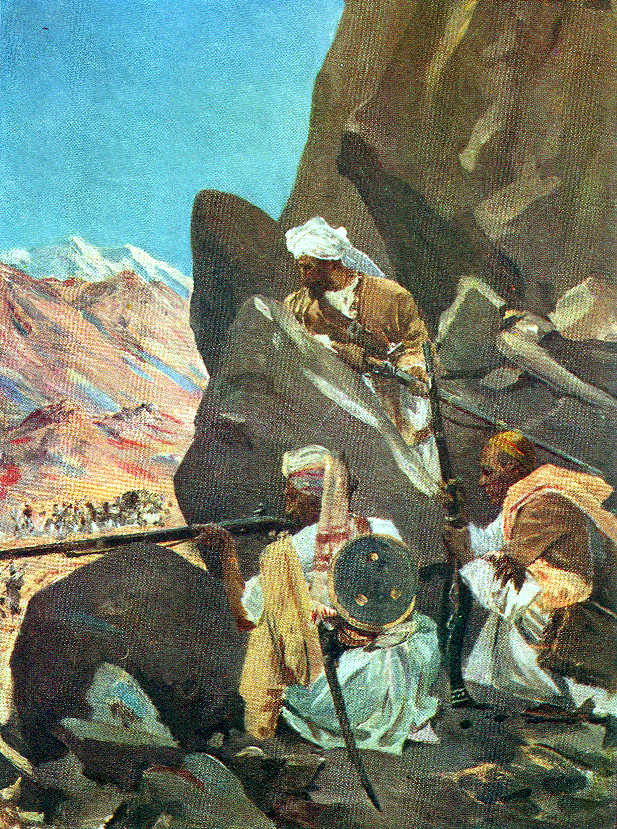
Пуштуны в засаде ожидают англичан.